# 海保エミリ
海保 エミリ（かいほ エミリ、英: Emily Kaiho、1983年8月19日 - ）は、日本の歌手、ラッパー、ダンサー、ファッションモデル、女優。ハワイ生まれ千葉県育ちで、日本とアメリカのハーフ。青山学院大学文学部英文学科卒業。エイベックス・マネジメント所属。
ハリウッド映画「Bunraku」に出演。
RiRi（リリ）名義でマネキンラップデュオ・FEMMのメンバーとしても活動。FEMM としての代表曲は「Fxxk Boyz Get Money」

## 来歴
生い立ち
- ハワイのカイルアに生まれ、3歳から千葉で育つ。母親はテキサス州出身のスコットランド系アメリカ人で、父親は日本人。
- 1996年 - 劇団ルネッサンス入団。オリジナルミュージカル公演に出演。
- 1999年 - テアトルアカデミー所属。特待生に選ばれ、ドラマやCMのエキストラ、スタンドインを経験。

タレントデビュー
- 2000年 - スターダストプロモーション所属。「夏の特別オーディション」（DeView）で1200人の中から選ばれる。Harajukuロンチャーズの前身アイドルグループ「ANGEL EYES」として活動。『Harajukuロンチャーズ』（BS朝日のバラエティー番組）でリポーター、MCとして芸能界デビュー。
- 2002年 - Harajukuロンチャーズ卒業とともに芸能活動を休止し、学業に専念する。

ダンサー兼サロンモデルとして
- 2004年 - 有名サロンモデル、読者モデルとして多誌にて活躍。ananなど多数ヘアカタログ表紙に抜擢[1]。
- 2005年 - ブロードウェイ・ガラ・コンサートミュージカルスターオーディション（フジテレビ主催）にて、グランプリを勝ち取り、ニューヨークに一ヶ月のレッスン留学。

ファッションモデルとして
- 2006年 - Y・M・Oに移籍。クラリオンガールオーディション2006のファイナリストに選出。「映美璃」名義で、女性ファッション誌「mina」の専属モデルになる。
- 2007年 - 青山有名ヘアサロン「ZACC」の看板モデルに抜擢[1]。10月、ブロードウェイミュージカル『PIPPIN』出演。

ハリウッド女優として
- 2008年 - 青山学院大学卒業後に渡米し、Click Models LAに所属[2]。オーディションを経て、2012年公開のハリウッドアクション映画『BUNRAKU』のメインキャストに新人ながら抜擢され、女優デビュー[3][4]。
- 2009年〜2011年 - CM、広告モデルを中心にロサンゼルスを拠点に活躍。スタントのトレーニングをこなし、6か月で空手黒帯を取得。

歌手として
- 2012年 - 3月、「Emily」名義で3人組女性ヘヴィメタルバンド「SeeVa」を結成し、4月にはエイベックスにて、5人組女性ボーカルグループ「Avex Rising Angels (ARA)」を結成。
- 2014年 - 2月、「RiRi」名義で、LuLa（藤堂ヒロ）と共に女性エレクトロポップデュオ「FEMM」を結成。8月、公式ウェブサイト、ブログ、Twitter等を閉鎖。

FEMMとして
- 201３年 FEMM のメンバーRiRiとしてアーティストデビュー
- 2014年に発売された「Fxxk Boyz Get Money」がバイラルヒットとなり、海外でのアニメフェスなどに多く出演
- 「Tic Toc」「Crystal Ball」「We Got Each Other」「ID:T1G3R」「Mental Health feat. Yup'in」「THE SIX」などの楽曲では作詞も担当

YouTube開始
- 2021年 - YouTubeにて動画投稿を開始。

## 人物
- 20歳の時に参加したクラリオンガールオーディション2006では、「とにかくビッグになりたい彼女は、世界を股にかけて活躍することを目指している」「明るい女の子」等と紹介された。
- 空手、ボクシング、テコンドーといったマーシャルアーツの特技を持つ。
- ピンクが好きである。

## 音楽活動

### テレビ番組
- カユイトコ（2000年、テレビ東京）
- Harajukuロンチャーズ（2000年〜2002年、BS朝日）レギュラー
- 音楽戦士 MUSIC FIGHTER （2005年 10月21日、日本テレビ系列）藤井隆バックダンサーとして [5]

### ミュージックビデオ
- 藤井隆「Oh My Juliet!」 (2005年10月19日発売) [6]
- ARA「Make My Dreams Come True」 (2012年11月)[7]

### コンサート
- エンジェルアイズライブ（2001年1月7日、原宿RUIDO）エンジェルアイズとして
- CLOUD NUMBER NINE（2012年10月8日、渋谷GUILTY）SeeVaとして[8]
- フリージアとショコラ2013＠VUENOS（VUENOS主催、2012年2月8日）ゲスト出演
- VUENOS presents Superstar vol.1（VUENOS主催、2012年10月8日、渋谷VUENOS）海保エミリとして
- MASH UP Vol.2 ☆Rock ur X'mas☆（AVEX GROUP HOLDINGS主催、2012年12月16日、渋谷ATLAS）ARAスペシャルライブ
- TMD presents Happy Xmas Night　（東京メインダイニング主催、2012年12月22日、TMD）ARAスペシャルライブ

### ダンスコンテスト
- 『あい amu アイ』（青山ダンシングスクエア主催、2004年12月18日）
- Speak Easy（2005年12月16日、Speak Easy）
- 第4回バレエ・コンクールin横浜 コンテンポラリー部門（ソロ作品名「月光」）（日本バレエ協会主催、2006年5月5日、関内ホール）入賞[9]
- 第8回なかの国際ダンスコンペティション（ソロ作品名「シルエット・ロマンス」）（なかの洋舞連盟主催、2006年8月19日、なかのZEROホール）
- 『Movin' Out With the Beatles』 (2006年9月2、3日）

## 女優活動

### 映画
- BUNRAKU（2012年、松竹）モモコ役
- Clock Out（2014年、IndustryWorks Pictures）アンディー役[10]
- AKUMA（2013年）アキラ役

### 舞台
- ブロードウェイガラコンサート（フジテレビ主催、2005年、青山劇場）スカラーシップオーディション・グランプリ
- ブロードウェイガラコンサート（フジテレビ主催、2006年、青山劇場）ダンサー
- PIPPIN（ネルケプランニング、2007年10月4日 - 10月14日、天王洲銀河劇場）アンサンブル

### 映画祭
- 第23回東京国際映画祭（2010年10月23日〜10月31日）グリーンカーペット、舞台挨拶 [11]

## モデル活動

### 雑誌
- mina（専属モデル 2006年〜2008年）
- vivi
- ar
- VOCE
- GLAMOROUS
- soup
- ゼクシィ
- PINKY
- MORE
- JJ
- pop teen
- bea's UP
- non-no
- soup
- JILL
- oggi
- IN RED
- classy
- リクエストQJ
- Saita ヘアカタログ
- anan ヘアカタログ
- マイベストヘア

### 広告
- クラブディズニー（2000年）
- converse（2005年）
- Maris 看板（2006年）
- ZACC 看板（2007年春夏）
- NIKE（2009年）
- Close Up toothpaste（2009年）
- Walmart（2010年）
- コシノヒロコ
- グレースハットイメージモデル
- docomo
- むらさきの
- MILBON
- Apple "Back to school"
- Adidas NEOレーベルキャンペーン
- Coca-cola "open happiness"キャンペーン
- TARGET
- Walmart beauty
- Walmart
- Motorola
- ノキア
- HP
- sony
- hoyu
- Wella Japan（2012年夏）
- Sycomore blanche（2013年秋冬）
- Carre D'or（2013年）

### 写真展
- レスリー・キー「SUPER TOKYO」（SUPER TOKYO 実行委員会主催、2010年4月23日〜5月7日、表参道ヒルズ）
- レスリー・キー「SUPER LOVE」（2013年10月12日〜10月20日、EYE OF GYRE）[12]　俳優、尚玄と共に出演
- Case of IDENTITY 15人の写真家（Art Gallery CORSO 2014年2月15日〜2月22日）鈴木郷太作品
- Tak. iijima photo exhibition「5 years with FEMM」[13]（2020年12月4日～12月10日、原宿デザインフェスタギャラリー）

### コレクション
- SHIMA HAIR SHOW（SHIMA主催、2005年5月31日、恵比寿ガーデンホール）
- HOYU SPLASH INTERNATIONAL 2013 (hoyu主催、2013年3月12日、両国国士舘) artifata作品出演
- HOYU SPLASH INTERNATIONAL 2014 (hoyu主催、2013年3月4日、舞浜アンフィシアター) ZACC作品出演
- 表参道コレクション 2016（表参道コレクション実行委員会主催、2016年9月27日代々木第二）[14]
- 表参道コレクション 2022（表参道コレクション実行委員会主催、2022年10月4日、代々木第二）